# Фред Хейз
Фред Уолъс Хейз (на английски: Fred Wallace Haise, Jr.) е роден на 14 ноември 1933 г. в Билокси, Мисисипи. Американски инженер и тест пилот, астронавт от НАСА. Той е един от 24 астронавти летели до Луната.

## Биография
Хейз завършва гимназия и Perkinston Junior College в родния си град. През 1959 г. получава бакалавърска степен по аерокосмическо инженерство от Университета на Оклахома. През 1972 г. става магистър по бизнес администрация в Харвард. Военната му кариера започва още през 1954 г., когато той завършва тренировъчния курс за морски пилот и започва служба като боен пилот в USMC. През 1964 г. завършва школата за летци – изпитатели в авиобазата Едуардс, Калифорния и става тест пилот.

## Служба в НАСА
Неговата служба в НАСА започва в Lewis Research Center още през 1959 г., когато е назначен за пилот – изследовател. През 1963 г. е преместен в изпитателния център на НАСА в авиобазата Драйдън, Охайо. На 4 април 1966 г. Фред Хейз става първият от Пета астронавтска група от селекцията на НАСА и започва обучение в Центъра за подготовка на астронавти „Линдън Джонсън“ в Хюстън, Тексас. Той е включен в дублиращите екипажи на Аполо 8 (пилот на лунния модул), Аполо 11 (пилот на лунния модул) и Аполо 16 (командир). Също така е номиниран за командир на отменената мисия на Аполо 19.
Своя единствен полет в космоса Хейз осъществява от 11 до 17 април 1970 г. като пилот на лунния модул на Аполо 13. Той е трябвало да бъде едва шестия човек стъпил на лунната повърхност. След отмененото прилуняване екипажът на Аполо 13 поставя рекорд за най-голяма дистанция между космически кораб и Земята.
След приключване на лунната програма Ф. Хейз остава на служба в НАСА. Той е включен в групата изпитатели по програмата „Спейс шатъл“. През 1977 г. Хейз е командир на пет изпитателни полета (в ниските слоеве на атмосферата) на космическата совалка „Ентърпрайз“, т. нар. ALT (на английски: Approach and Landing Tests Program), извършени в авиобазата Едуардс, Калифорния. По-късно е назначен за командир на оригиналната втора мисия (STS-2) на Колумбия до космическата станция „Скайлаб“. Полетът е отменен поради това, че първата совалка още е в процес на изграждане, а космическата станция, останала без поддръжка пада и изгаря в плътните слоеве на атмосферата. Хейз напуска НАСА през юни 1979 г. и започва работа като главен мениджър в авиокосмическия гигант Груман Аероспейс. По-късно се издига до длъжността вицепрезидент. Излиза в пенсия през 1996 г.

### Мисии на Фред Хейз
| №                                                       | Дата             | КК                | Емблема на мисията | Функции               | Продължителност               |
| ------------------------------------------------------- | ---------------- | ----------------- | ------------------ | --------------------- | ----------------------------- |
| 1.                                                      | 11 април 1970 г. | „Аполо 13“        |                    | Пилот на лунния модул | 5 денонощия 22 часа 54 минути |
| 2.                                                      | 1977 г.          | „Ентърпрайз“, ALT |                    | Командир              | Пет изпитателни полета        |
| Сумарно време в космоса – 5 денонощия 22 часа 54 минути |                  |                   |                    |                       |                               |

## Награди и отличия
- Президентски „Медал на Свободата“, 1970 г.
- Медал на НАСА за изключителна служба, 1978 г.

Фред Хейз е приет в Астронавтската зала на славата през 1995 г.